# ナナイロダンス
「ナナイロダンス」は、日本の女性アイドルグループたこやきレインボーのメジャーデビューシングル。2016年4月13日にavex traxから発売された。

## 概要
メジャーデビュー・シングルとなる「ナナイロダンス」は、BiSや中川翔子、でんぱ組.inc、私立恵比寿中学ほかさまざまなアーティストの楽曲を手がける松隈ケンタが作詞作曲した、歌って踊れるポジティブソングである。2016年3月21日に東京・ ダイバーシティ東京プラザ フェスティバル広場にて開催された「ナナイロダンス」リリース記念イベントでは、メンバーから観客へ「サビの部分は隣の人と肩を組んで、一緒に揺れてください！」と呼びかけがあり、ファンはこれに応え、サビのパートでは肩を組み合ったオーディエンスの大合唱が響いていた。
また、全仕様共通のカップリング曲「にじースターダスト」は、松隈と同じ音楽制作チーム・SCRAMBLESに所属する田仲圭太が作詞作曲を担当した。
DVD付き盤2形態、そしてCDのみ盤2形態の、4形態で発売された。

## 収録内容

### ナナイロダンスまいど！盤(CD+DVD)
CD
1. ナナイロダンス
作詞・作曲：松隈ケンタ
2. にじースターダスト
作詞・作曲：田仲圭太

DVD
1. ナナイロダンス MUSIC VIDEO
2. ナナイロダンス メイキング映像

### ナナイロダンスおおきに！盤(CD)
CD
1. ナナイロダンス
2. にじースターダスト
3. 桜色ストライプ
作詞・作曲：伊東大和(SUPA LOVE)

### ナナイロダンス関西限定盤(CD)
CD
1. ナナイロダンス
2. にじースターダスト
3. One Two Three Four Five!!
作詞・作曲：伊東大和(SUPA LOVE)

### イベント会場／mu-moショップ限定盤(CD＋DVD)
CD
1. ナナイロダンス
2. にじースターダスト

DVD
1. ナナイロダンス MUSIC VIDEO
2. ☆ナナイロクエスチョン77☆

## リリース日一覧
| 地域 | リリース日     | レーベル  | 規格                 | カタログ番号                                               |
| ---- | -------------- | --------- | -------------------- | ---------------------------------------------------------- |
| 日本 | 2016年04月13日 | avex trax | CD＋DVD              | AVCD-83530/B（まいど！盤(CD+DVD)）                         |
| 日本 | 2016年04月13日 | avex trax | マキシシングル（CD） | AVCD-83531（おおきに！盤(CD)）                             |
| 日本 | 2016年04月13日 | avex trax | マキシシングル（CD） | AVCD-83532（関西限定盤(CD)）                               |
| 日本 | 2016年04月13日 | avex trax | CD＋DVD              | AVC1-83533/B（イベント会場／mu-moショップ限定盤(CD＋DVD)） |